# Alexandre de Hales
Gravura de Alexandre de Hales por George Glover, meados do século XVII
Alexandre de Hales (também Halensis, Alensis, Halesius, Alesius; Halesowen, Midlands Ocidentais, c. 1185 — Paris, 21 de agosto de 1245) também conhecido como Doctor Irrefragabilis, ou “Professor Irrefutável” (assim chamado pelo Papa Alexandre IV na bula pontifícia De Fontibus Paradisi) e como Theologorum Monarcha (ou “Rei dos Teólogos”), foi um frade franciscano, filósofo e teólogo fundamental para o desenvolvimento da escolástica.

## Biografia
Alexandre nasceu em Hales, Shropshire (hoje Halesowen, Midlands Ocidentais), Inglaterra entre 1180 e 1186. Veio de uma família rural bastante rica, estudou na Universidade de Paris e tornou-se mestre em artes em algum momento antes de 1210. Começou a estudar teologia em 1212 ou 1213 e tornou-se mestre regente em 1220 ou 1221. Introduziu as Sentenças de Pedro Lombardo como livro didático básico para o estudo da teologia. Durante a greve da Universidade de Paris de 1229, Alexandre participou de uma missão diplomática a Roma para discutir o lugar de Aristóteles no currículo. Tendo ocupado uma prebenda em Holborn, centro de Londres (antes de 1229) e um canonicato de São Paulo em Londres (1226–1229), visitou a Inglaterra em 1230 e recebeu um canonicato e um arquidiocese em Coventry e Lichfield, sua diocese natal. Lecionou em Paris no ano letivo de 1232–1233, mas foi nomeado para uma delegação por Henrique III da Inglaterra em 1235, juntamente com Simon Langton e Fulk Basset, para negociar a renovação da paz entre a Inglaterra e a França.
Em 1236 ou 1237, com cerca de 50 anos, Alexandre ingressou na Ordem Franciscana, após considerar tanto os cistercienses quanto os dominicanos. Assim, tornou-se o primeiro frade franciscano a ocupar uma cátedra universitária. Suas posições doutrinárias se tornaram o ponto de partida da escola franciscana de teologia. Ele continuou a lecionar e a representar a universidade, e participou do Primeiro Concílio de Lyon no inverno de 1245.
Após retornar a Paris, Alexandre adoeceu, possivelmente devido a uma epidemia que assolava a cidade na época. Ele passou sua cadeira para João de La Rochelle, estabelecendo o precedente para que essa cadeira fosse ocupada por um franciscano, e logo depois faleceu em Paris, em 21 de agosto de 1245.
Como o primeiro franciscano a ocupar uma cátedra na Universidade de Paris, Alexandre teve muitos discípulos importantes. Era chamado de Doctor Irrefragibilis (Professor Irrefutável) e Doctor Doctorum (Professor dos Professores). O último título é especialmente sugestivo de seu papel na formação de vários franciscanos que mais tarde se tornaram pensadores influentes no corpo docente, entre eles Boaventura, João de La Rochelle, Odo Rigaud, Guilherme de Middleton e Ricardo Rufus da Cornualha. Boaventura, que talvez não tenha estudado diretamente com Alexandre, referia-se a ele como seu “pai e mestre” e desejava “seguir seus passos”.

## Obras

Summa universae theologiae

Alexandre é conhecido por refletir as obras de vários outros pensadores da Idade Média, especialmente as de Anselmo da Cantuária e Agostinho de Hipona. É também conhecido por citar pensadores como Bernardo de Claraval e Ricardo de São Vitor. Difere dos outros do seu gênero, ao ser conhecido por refletir seus próprios interesses e os de sua geração. Ao usar as obras de suas autoridades, Alexandre não somente analisa o raciocínio delas, mas também apresenta conclusões, as expande e oferece suas concordâncias e discordâncias. Ele também se diferenciava por recorrer a figuras pré-lombardas e por referir-se a Anselmo da Cantuária e Bernardo de Clairvaux, cujas obras não eram citadas com tanta frequência por outros escolásticos do século XII. Aristóteles também é citado com bastante frequência nas obras de Alexandre. Alexandre era fascinado pela hierarquia pseudo-dionisiana dos anjos e pela forma como a sua natureza pode ser compreendida, dada a metafísica aristotélica.
Entre as doutrinas que foram especialmente desenvolvidas e, por assim dizer, fixadas por Alexandre de Hales, estão o thesaurus supererogationis perfectorum (tesouro de supererrogação perfeita) e a character indelibilis (caráter sacramental) do batismo, da crisma e da ordenação. Essa doutrina havia sido escrita muito antes por Agostinho de Hipona e acabou sendo definida como dogma pelo Concílio de Trento. Ele também levantou uma questão importante sobre a causa da Encarnação: Cristo teria se encarnado se a humanidade nunca tivesse pecado? A questão acabou se tornando o ponto focal de uma questão filosófica (a teoria dos mundos possíveis) e um tópico teológico sobre a distinção entre o poder absoluto de Deus (potentia absoluta) e Seu poder ordenado (potentia ordinata).

### Summa Universae Theologiae
Alexandre escreveu um resumo e um comentário dos quatro livros das Sentenças de Pedro Lombardo. Expôs a teologia trinitária dos gregos. Esse foi o escrito mais importante que Alexandre reivindicou, e foi o primeiro do gênero. Embora seja comum os estudiosos afirmarem que Alexandre foi o primeiro a escrever um comentário sobre as Sentenças de Pedro Lombardo, isso não é totalmente correto. A autoria é mais controversa para esta obra; embora ele tenha iniciado este trabalho, ele morreu antes que pudesse ser concluído, e muito provavelmente foi mais um produto de outras pessoas além de Alexandre. Havia vários “comentários” sobre as Sentenças, mas o de Alexandre parece ter sido o primeiro comentário magistral. Embora tenha sido o trabalho mais significativo de Alexandre, ele não foi concluído, deixando os historiadores com muitas dúvidas sobre a confiabilidade e a qualidade do texto. Isso foi considerado quando a Summa foi examinada pelo padre Victorin Doucet para diferentes edições. As fontes parecem ser o problema resultante da Summa: “contaram-se 4 814 citações explícitas e 1 372 citações implícitas de Agostinho de Hipona, mais de um quarto dos textos foram citados no corpo da Summa”.
Sobre a Summa de Alexandre, que em certa ocasião foi proclamada infalível por uma assembleia de setenta doutores, Roger Bacon declarou que, embora fosse tão pesada quanto um cavalo, estava cheia de erros e demonstrava ignorância sobre física, metafísica e até mesmo lógica.

### Outras obras históricas
Alexandre também influenciou e, às vezes, é confundido com Alexandre Carpenter, latinizado como Fabricius (fl. 1429), que foi o autor do Destructorium viciorum, uma obra religiosa popular nos séculos XV e XVI. Carpenter também foi autor de outras obras, como Homiliae eruditae (“Sermões Eruditos”).

## Contribuição historiográfica

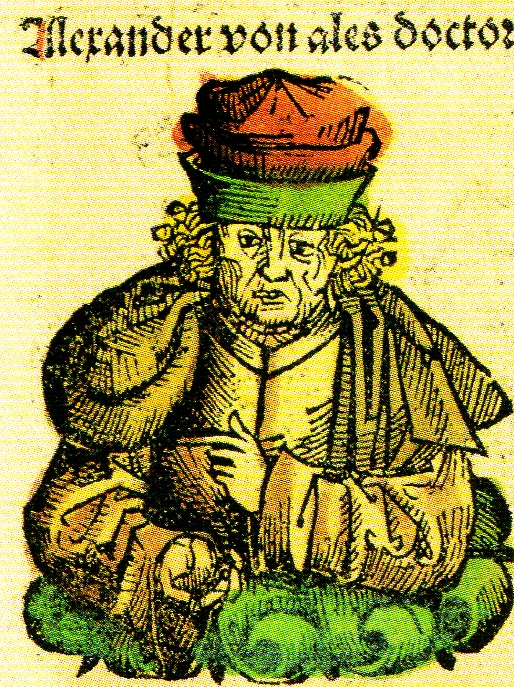
Doutor Alexandre de (H)ales (1493)

Diz-se que Alexandre foi um dos primeiros escolásticos a se interessar pelos escritos recém-traduzidos de Aristóteles. Entre 1220 e 1227, escreveu Glossa in quatuor libros Sententiarum Petri Lombardi (Uma Glosa sobre os Quatro Livros das Sentenças de Pedro Lombardo) (composta em meados do século XII), que foi particularmente importante por ser a primeira vez que um livro que não fosse a Bíblia foi usado como texto básico para o estudo teológico. Isso direcionou o desenvolvimento da escolástica para uma direção mais sistemática, inaugurando uma importante tradição de escrever comentários sobre as Sentenças como um passo fundamental na formação de mestres teólogos.

### Uma escolástica medieval
Ao fazer isso, ele elevou a obra de Pedro Lombardo de um mero recurso teológico para a estrutura básica de questões e problemas a partir da qual os mestres podiam ensinar. O comentário (ou, mais corretamente, intitulado Glossa) sobreviveu nos relatórios dos alunos das aulas de Alexandre e, portanto, fornece uma visão importante sobre a maneira como os teólogos ensinavam sua disciplina na década de 1220. Como na Glossa e das Quaestiones Disputatae, grande parte de seu trabalho foi provavelmente escrito na forma de notas sobre seus ensinamentos orais pelos alunos, embora o conteúdo seja definitivamente dele.
Para seus contemporâneos, no entanto, a fama de Alexandre era seu interesse inesgotável pelo debate. Seus debates antes de se tornar franciscano, cobrem mais de 1 600 páginas em sua edição moderna. Suas questões disputadas após 1236 permanecem inéditas. Alexandre também foi um dos primeiros escolásticos a participar do Quodlibeta, um evento universitário no qual um mestre tinha que responder a qualquer pergunta feita por qualquer aluno ou mestre durante um período de três dias. As Questões Quodlibetal de Alexandre também permanecem inéditas.

### Teólogo
No início de 1236, ele entrou para a ordem franciscana (tinha pelo menos 50 anos) e foi o primeiro franciscano a ocupar uma cátedra na Universidade de Paris. Ele ocupou esse cargo até pouco antes de sua morte em Paris, em 1245. Quando se tornou franciscano e, assim, criou uma escola formal de teologia franciscana em Paris, logo ficou claro que seus alunos careciam de algumas das ferramentas básicas para a disciplina. Alexandre respondeu começando uma Summa theologiae que hoje é conhecida como Summa fratris Alexandri. Alexandre baseou-se principalmente em seus próprios debates, mas também selecionou ideias, argumentos e fontes de seus contemporâneos. A primeira parte trata das doutrinas de Deus e seus atributos; a segunda, da criação e do pecado; a terceira, da redenção e expiação; e a quarta e última, dos sacramentos. Esse texto volumoso, que Roger Bacon mais tarde descreveria sarcasticamente como pesando tanto quanto um cavalo, ficou inacabado quando ele morreu; seus alunos, Guilhrme de Middleton e João de Rupella, foram encarregados de concluí-lo. Ele foi certamente lido pelos franciscanos em Paris, incluindo Boaventura.
Alexandre era um teólogo inovador. Fazia parte da geração que primeiro se debruçou sobre os escritos de Aristóteles. Embora houvesse uma proibição do uso das obras de Aristóteles como textos didáticos, teólogos como Alexandre continuaram a explorar suas ideias em sua teologia. Duas outras fontes incomuns foram promovidas por Alexandre: Anselmo de Cantuária, cujos escritos haviam sido ignorados por quase um século, ganhou um importante defensor em Alexandre, que utilizou extensivamente as obras de Anselmo em seus ensinamentos sobre cristologia e soteriologia; e Pseudo-Dionísio, o Areopagita, que Alexandre utilizou em sua análise da teologia das Ordens e estruturas eclesiásticas.
Embora ele também tenha continuado a tradição do pensamento centrado em Aristóteles e Agostinho na escola franciscana, ele o fez por uma lente direcionada por Anselmo. Na verdade, Alexandre foi uma das principais influências para o avanço do pensamento anselmiano no século XIII. Um exemplo disso é a ideia do pecado original como uma falta de justiça. Alexandre acreditava que o pecado original é tanto uma punição quanto uma causa para a punição. Ou seja, o corpo é corrupto, mas a alma é pura. Alexandre defende a ideia de que não seria culpa de Deus criar um ser que unisse o “corrupto” ao “puro”. Ele apresentou uma resposta altamente original de que a alma deseja naturalmente o corpo. Consequentemente, Deus é misericordioso ao dar à alma o que ela deseja, bem como justo ao punir a alma por se unir à carne corrupta. Ou a alma sabia que o corpo era corrupto, ou não sabia (nesse caso, estaria “trabalhando sob ignorância”); ambas as considerações são motivo para punição divina.
Alexandre também é conhecido por rejeitar a ideia de que há muitas coisas na mente de Deus, afirmando, em vez disso, sendo mais perfeito conhecer somente uma coisa. No entanto, ele não começou com essa visão. Na Glossa, ele sugere abertamente a ideia da multiplicidade das ideias divinas. Em sua obra posterior, Quaestio disputata antequam erat Frater 46, ele rejeita finalmente a pluralidade das ideias divinas, e esse tema continua no restante de suas obras. Especificamente, em uma de suas últimas obras, De scientia divina, ele conclui que a ideia de pluralidade em si é estritamente temporal, uma noção humana.
Uma de suas obras mais famosas, a Summa, é importante devido a seu sistema para determinar se uma guerra é justa. Há seis requisitos para determinar isso: autoridade e atitude (em referência a quem declara a guerra), intenção e condição (em referência aos soldados), mérito (do inimigo) e causa justa. A causa justa torna-se o princípio moral abrangente para declarar guerra de três maneiras: o alívio das pessoas boas, a coerção dos malvados e a paz para todos. É importante notar que Alexandre colocou “paz para todos” no final da lista para ampliar sua importância.

## Escritos
- Alexandre de Hales. Glossa in quatuor libros sententiarum Petri Lombardi. Editado pelos Quaracchi Fathers. Bibliotheca Franciscana scholastica medii aevi, vols. 12–15. Roma: Collegii S. Bonaventurae, 1951–1957.
- Alexandre de Hales. Quaestiones disputatae antequam esset frater. Editado pelos Quaracchi Fathers. Bibliotheca Franciscana scholastica medii aevi, vols. 19–21. Quaracchi: Collegii S. Bonaventurae, 1960.
- Alexandre de Hales (atribuído). Summa universis theologiae, (Summa fratris Alexandri), editado por Bernardini Klumper e os Quaracchi Fathers, 4 vols. Roma: Collegii S. Bonaventurae, 1924–1948.